# Gödence, Seferihisar
Gödence là một xã thuộc huyện Seferihisar, tỉnh İzmir, Thổ Nhĩ Kỳ. Dân số thời điểm năm 2010 là 309 người.